# Last Year Was Complicated
Last Year Was Complicated è il terzo album in studio da solista del cantante statunitense Nick Jonas, pubblicato nel 2016.

## Tracce
Tracce nell'edizione standard
1. Voodoo – 3:10
2. Champagne Problems – 3:12
3. Close (feat. Tove Lo) – 3:54
4. Chainsaw – 3:19
5. Touch – 3:02
6. Bacon (feat. Ty Dolla $ign) – 3:02
7. Good Girls (feat. Big Sean) – 3:56
8. The Difference – 3:41
9. Don't Make Me Choose – 3:35
10. Under You – 3:17
11. Unhinged – 3:52
12. Comfortable – 4:34

Tracce bonus nell'edizione deluxe statunitense
1. Testify – 3:15
2. When We Get Home (feat. Daniella Mason) – 3:04
3. That's What They All Say – 3:03

Tracce bonus nell'edizione deluxe internazionale
1. Jealous – 3:43
2. Chains – 3:23
3. Levels – 2:47

## Classifiche
| Classifica (2016) | Posizione massima |
| ----------------- | ----------------- |
| Stati Uniti       | 2                 |
| Australia         | 13                |
| Regno Unito       | 25                |
| Nuova Zelanda     | 8                 |
| Canada            | 3                 |
| Irlanda           | 26                |
| Norvegia          | 27                |
| Svezia            | 45                |
| Belgio            | 70                |
| Svizzera          | 48                |